# St. Mauritius (Reepsholt)

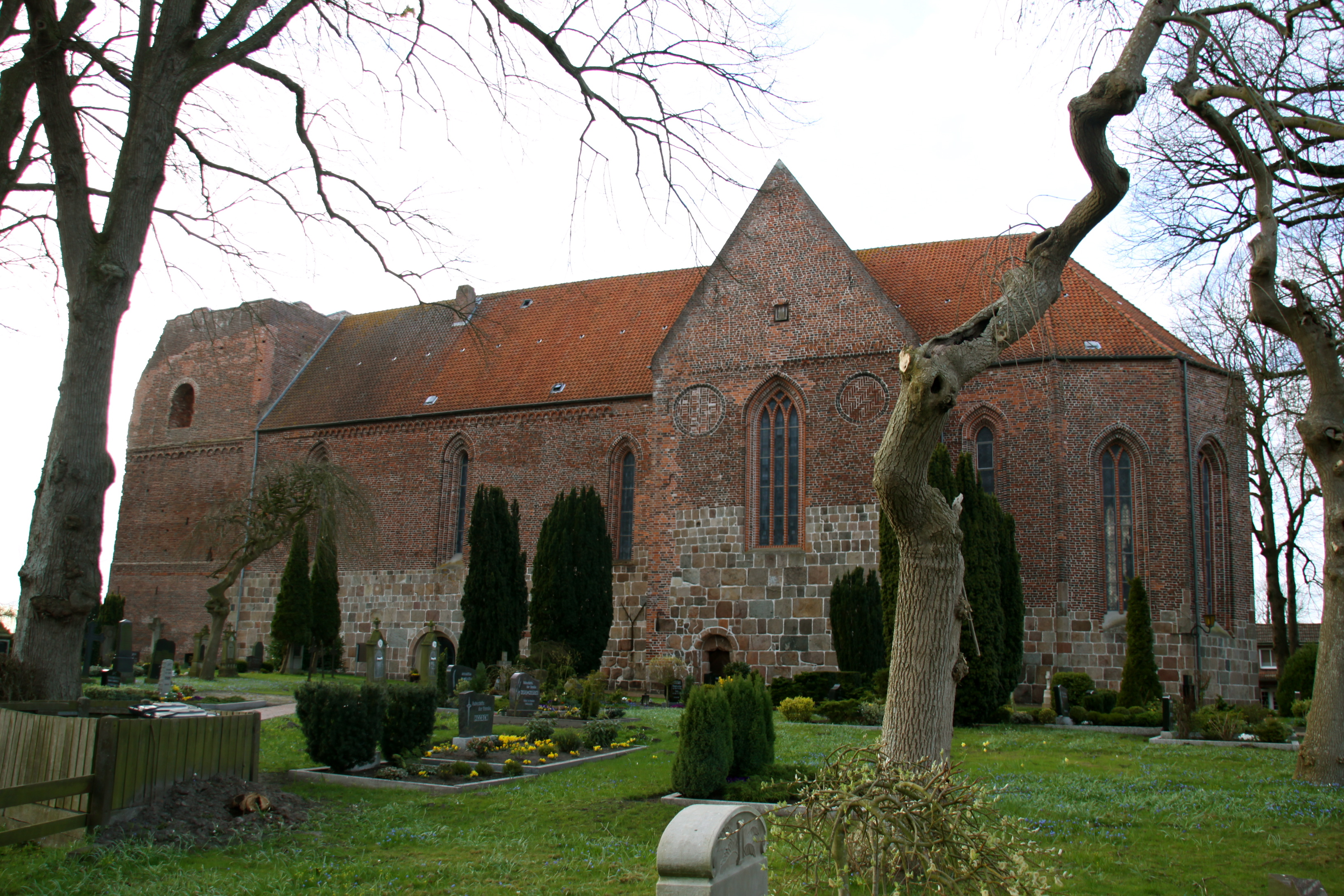
Gesamtansicht von Süden

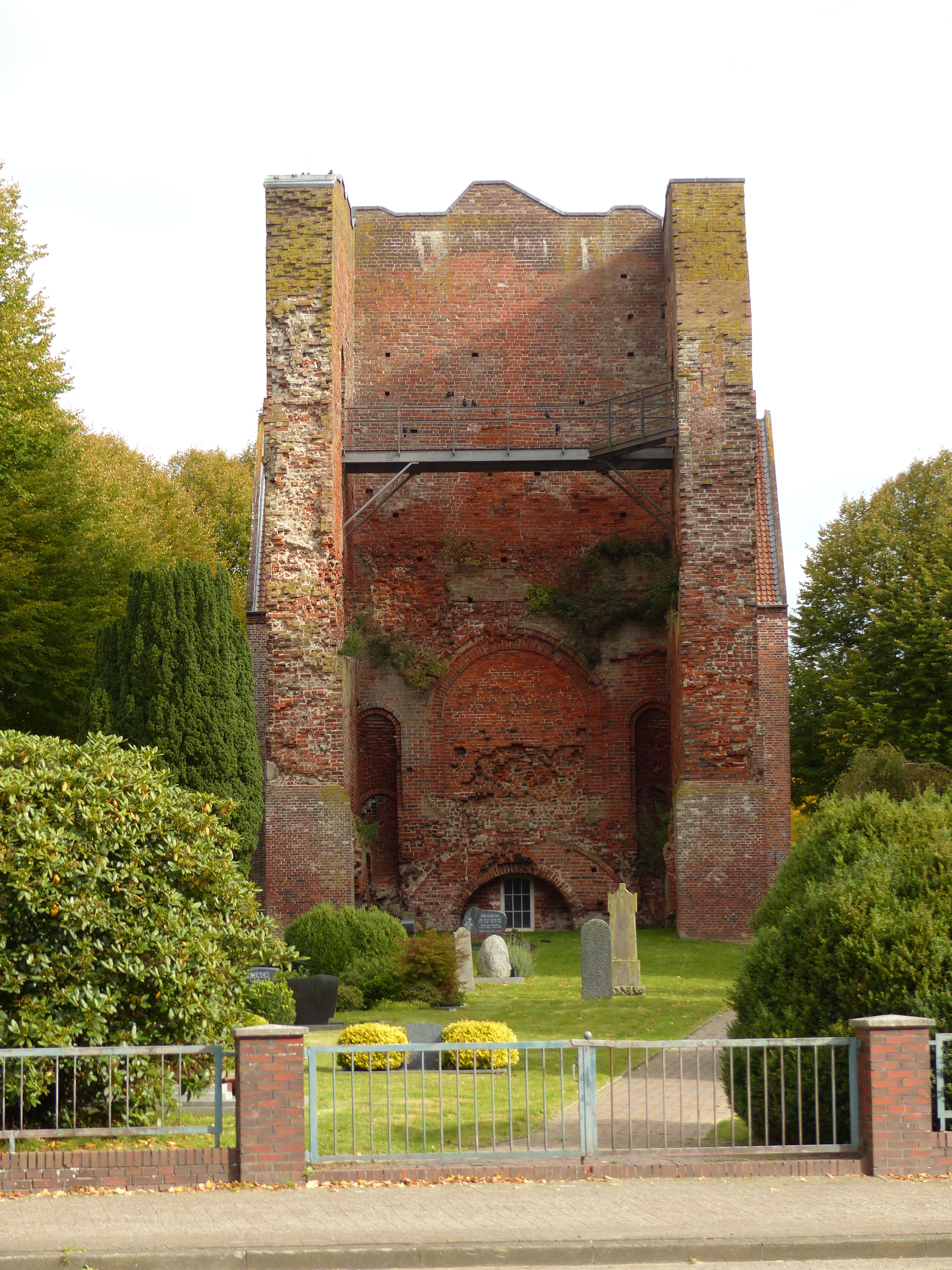
Turmruine von Westen

St. Mauritius ist ein evangelisch-lutherisches Kirchengebäude im Zentrum der Ortschaft Reepsholt, Gemeinde Friedeburg in Niedersachsen aus dem 13. Jahrhundert. Sie ist nach dem hl. Mauritius benannt. Die Kirche ist als Baudenkmal ausgewiesen.

## Geschichte

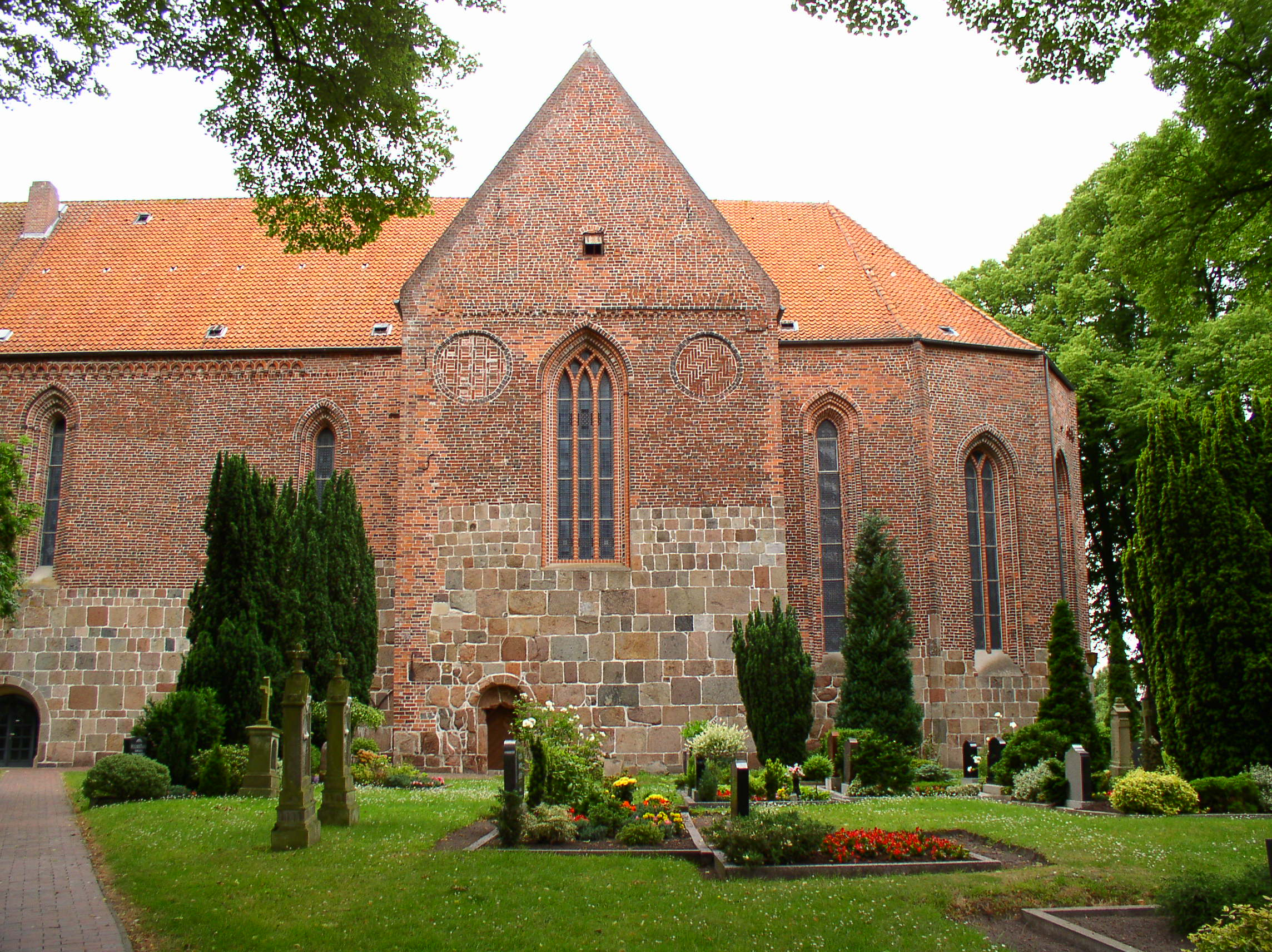
Querhaus und Chor von Süden

Die Kirche wurde wohl zu Beginn des 13. Jahrhunderts in romanischem Stil in granitverblendetem Mischmauerwerk begonnen und zwei- oder dreimal unter Verwendung von Backstein und Wiederverwendung von Granitquadern erweitert, nach der Anfügung des Turms in Formen der Gotik. Sie war von Anfang an dem heiligen Mauritius geweiht. Sie wurde wenige Meter neben der Kirche des Klosters Reepsholt errichtet, vorher auch Pfarrkirche für die bäuerliche Gemeinde Reepsholt gewesen war. Wie archäologische Untersuchungen ergeben haben, war die Klosterkirche nicht so groß, wie heute die Dorfkirche.
Etwa in der Mitte des 13. Jahrhunderts wurde im Zuge einer zweiten Bauphase an der Westseite ein zweigeschossiger, gewölbter Kirchturm angefügt und durch einen schmalen Rundbogen mit dem Schiff verbunden.
In einer dritten Bauphase um 1300 wurde die Kirche bis auf den Granitsockel von 4 Meter Höhe abgetragen und mit Backsteinen neu aufgeführt und eingewölbt.
Ob der Chor mit seinem 5⁄10-Abschluss in derselben Bauphase entstand wie das Langhaus, oder in einer vierten Bauphase, ist ungeklärt. Die Schildbögen der Gewölbe lassen keinen Bruch zwischen Langhaus und Querhaus erkennen, Die Fenster zeigen keinen Stilunterschied zwischen Querhaus und Chor. Trotzdem reichen die Seiten des Chors in einer Weise vor die Laibungen der Ostfenster des Querhauses, die wie ein Planwechsel aussieht. Das Holz für die Eichentür in einer Nische des Chors wurde um 1297 (d) geschlagen.
Der Turm wurde 1474 bei einer Belagerung zerstört, in einer Fehde zwischen der Grafschaft Ostfriesland und dem Drosten zu Friedeburg. Gräfin Theda Ukena veranlasste bei im Jahre 1474 die Belagerung Reepsholts. Ihr Feldhauptmann Hero Mauritz von Dornum ließ durch Untergraben den befestigten Kirchturm zum Einsturz bringen. Die Turmruine ist seitdem das Wahrzeichen des Ortes und eines der bekanntesten Bauwerke im Landkreis Wittmund.
Im Dreißigjährigen Krieg wurde die Kirche von den Truppen des Grafen von Mansfeld verwüstet, sodass fast alle Einrichtungsgegenstände neu angeschafft werden mussten. Vermutlich 1647 erfolgte die Abtrennung des Westteils von der übrigen Kirche durch eine eingezogene Wand.
Erst in den Jahren 2002 bis 2003 ermöglichten Stiftungen, finanzielle Zuschüsse, Spenden und ehrenamtliches Engagement die Sanierung des Westteils, der „Oll Kark“ (Alte Kirche).

## Baubeschreibung

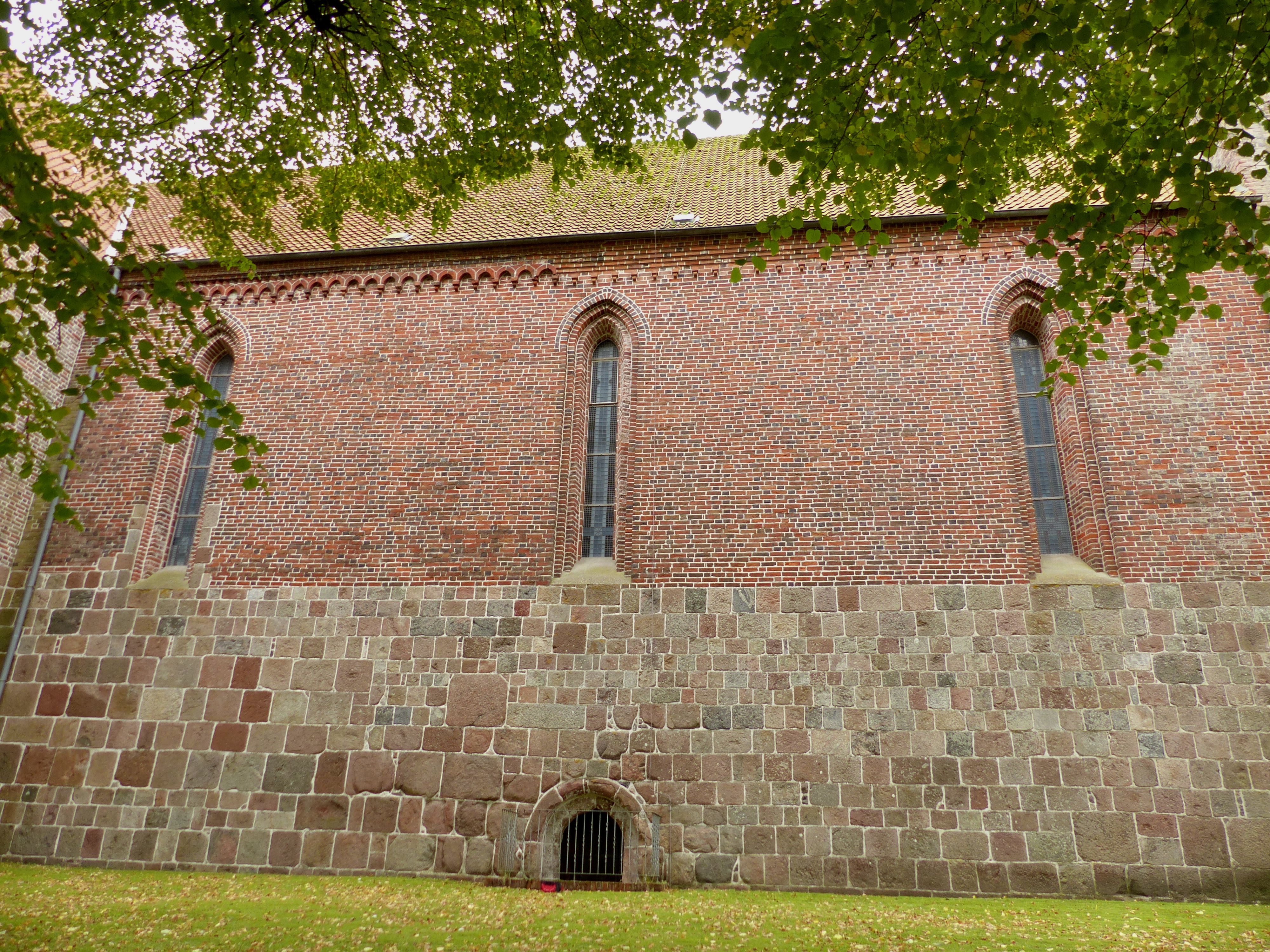
Schiff von Norden

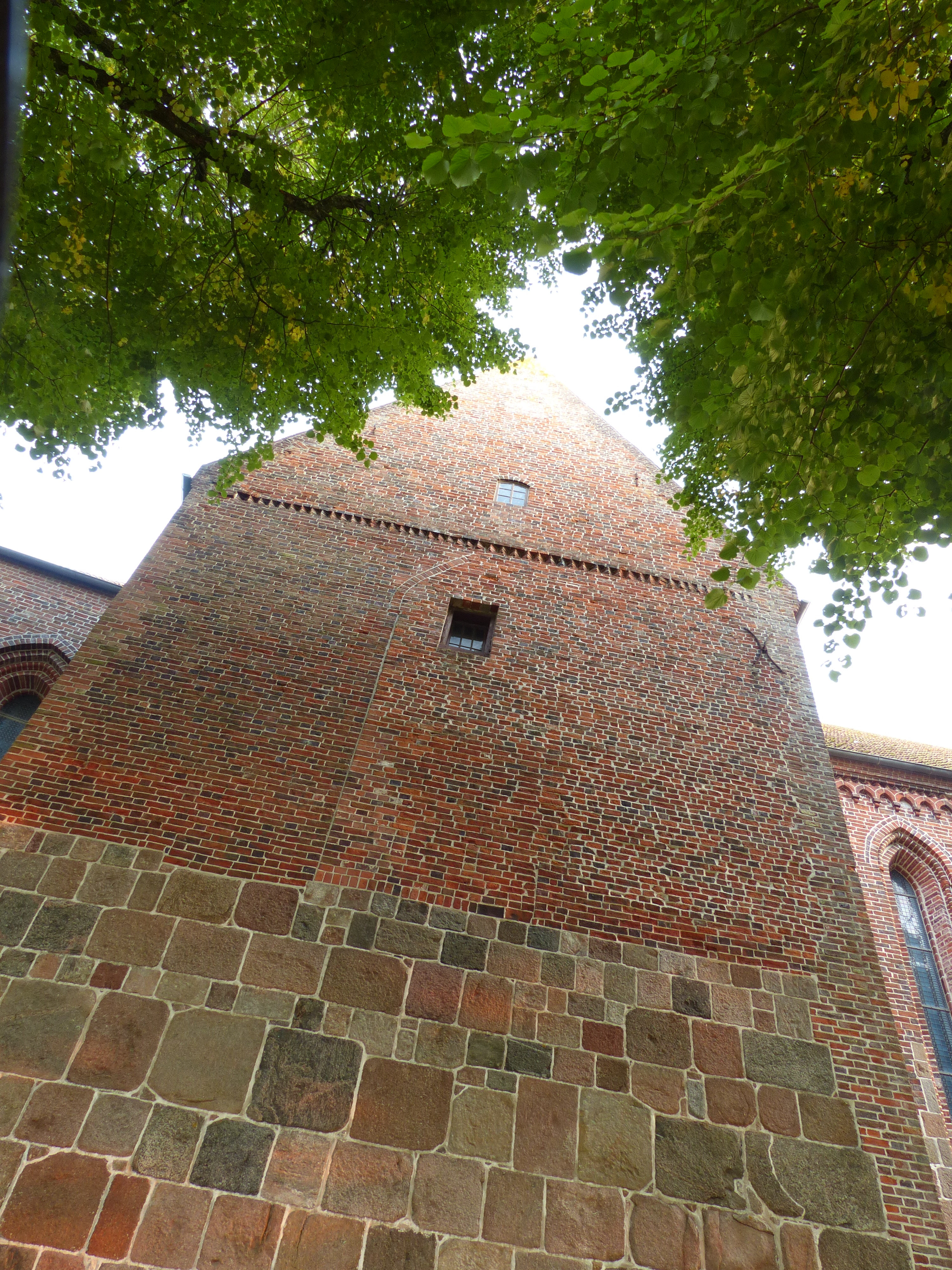
Nordgiebel, Fenster mit mittelalterlich großem Backstein vermauert

St. Mauritius ist eine einschiffige Kreuzkirche. Bis in etwa vier Meter Höhe besteht das Mauerwerk wenigstens auf der Außenseite aus Granitquadern, von denen einige bei Erweiterungen des Gebäudes umgesetzt wurden. Das Mauerwerk darüber wurde in mehreren Bauphasen ganz aus Backstein errichtet.
Der Turm als ältestes Backsteingemäuer weist innen wie außen romanisch-rundbogige Formen auf: Außen sind es die Friese an Nord- und Südwand, innen die vermauerten Verbindungen zum Kirchenschiff, unten ein Durchgang, darüber das Innenfenster der Patronatsloge, zu beiden Seiten ehemalige Treppenzugänge. Die Außenhaut aus Granit des Erdgeschosses wurde auf der Südseite vollständig, auf der Nordseite teilweise durch neuzeitlich kleinen Backstein ersetzt.
Der fast vollständig erhaltene Granitsockel (eigentlich deutlich mehr als ein Sockel) von Langhaus und Querhaus hat drei Rundbogenportale, die einander gegenüber liegenden Gemeindeeingänge des Langhauses und eine kleine Pforte unter dem südlichen Querhausgiebel. Das an die hundert Jahre jüngere Backsteingemäuer darüber ist außer vermauerten Stichbogenfenstern zum Dachboden konsequent mit gotischen Spitzbögen gestaltet, sowohl alle Fenster, am Langhaus schmale Lanzettfenster, als auch die Bogenfriese unter den Traufen des Langhauses. An Querhaus fehlen die Bogenfriese, an den drei östlichen Segmenten des Chorpolygons sind Reste eines Frieses erhalten.
Von den in der dritten Bauphase errichteten Gewölben zeugen die mächtigen Runddienste und die spitzbogigen Schildbögen.
Das südliche Giebeldreieck und die südliche Ostwand des Querhauses sind mit Rundbogenblenden verziert, deren Blendenhintergründe als Ziegelmuster gestaltet sind. Die Fenster in den Querhausgiebeln sind breiter als die Lanzettfenster des Langhauses und durch Y-Maßwerk gegliedert.

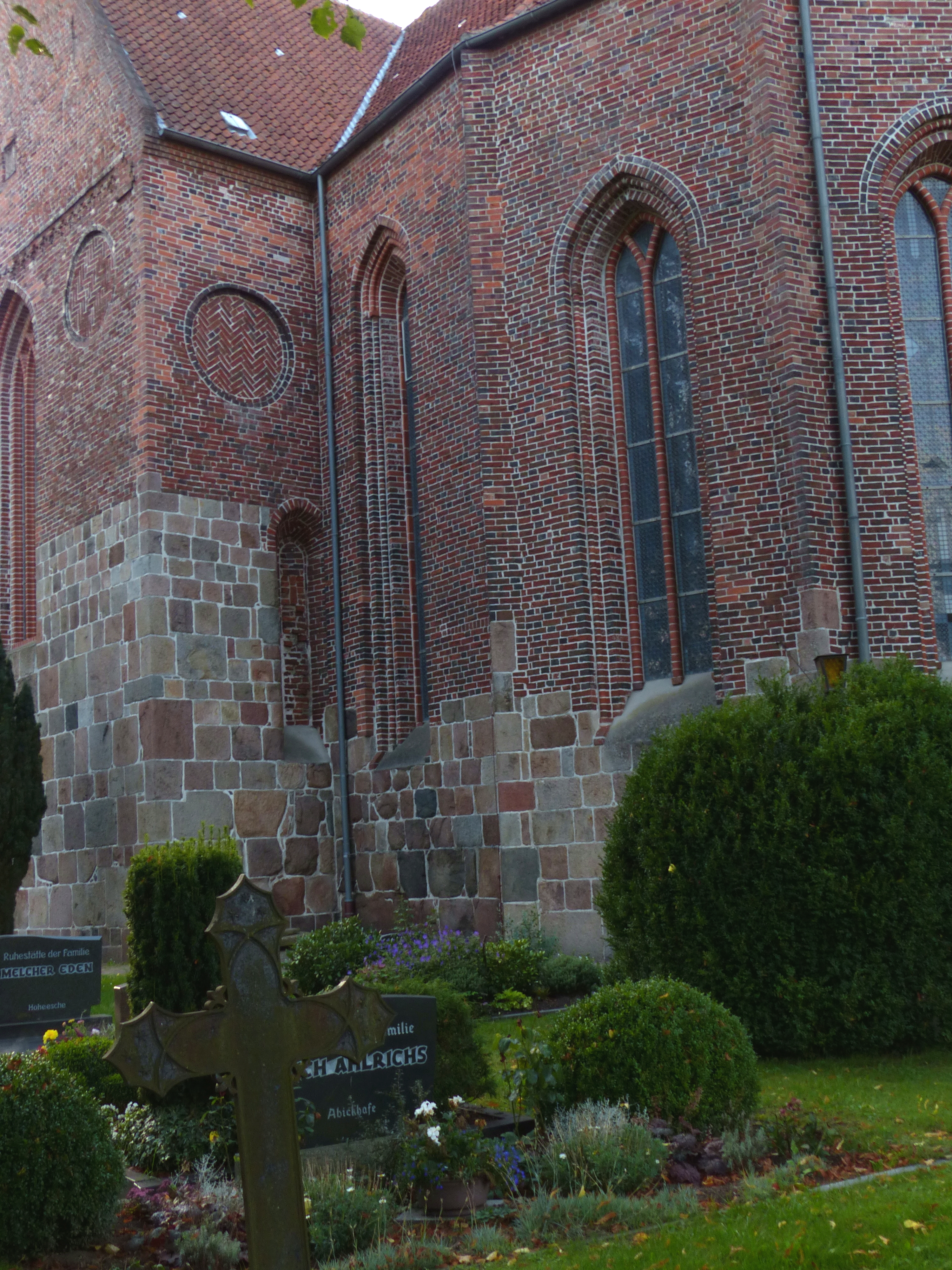
Chor und Querhaus von Südosten, Rundblenden
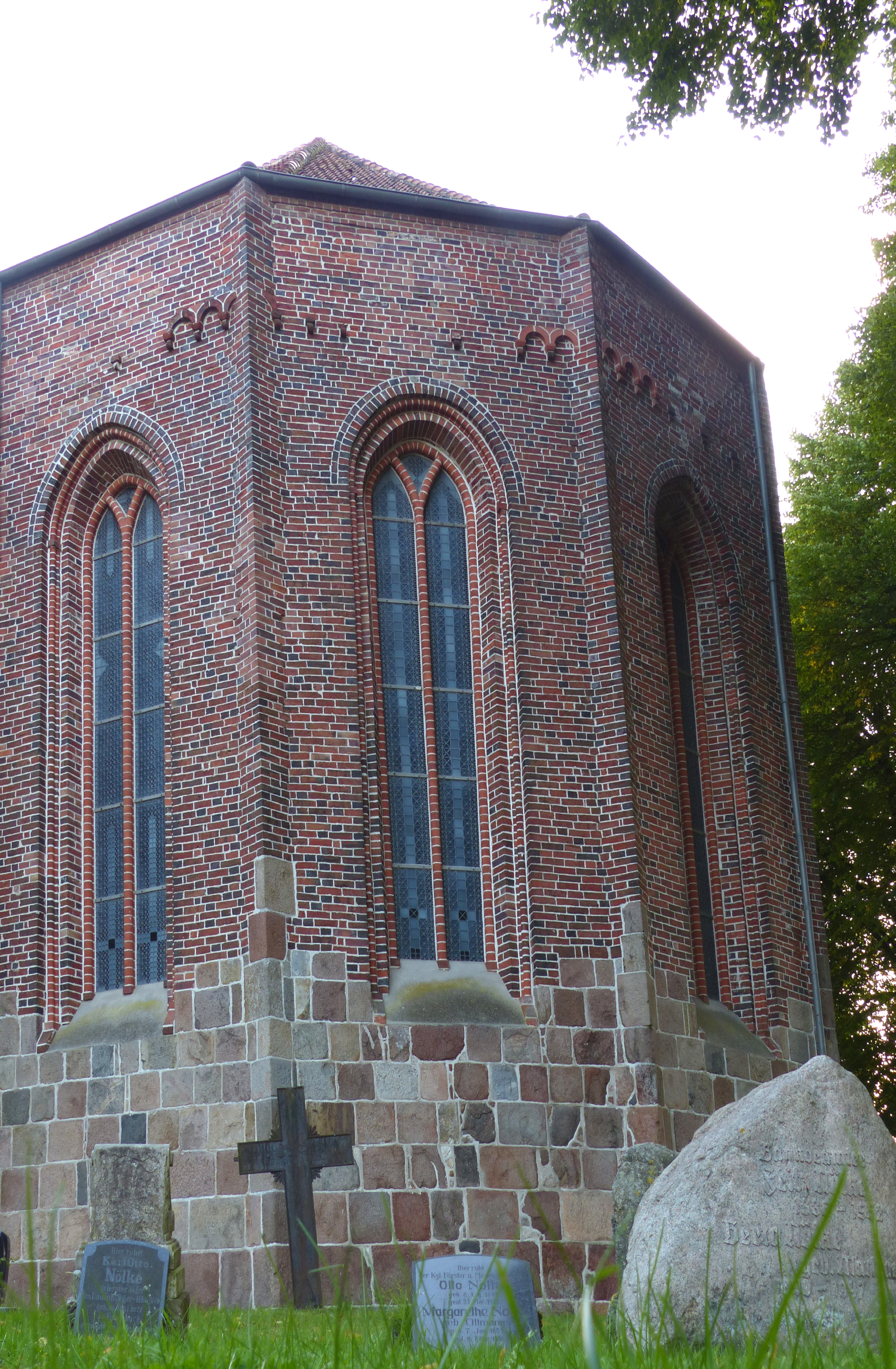
Chor von Osten mit Resten des Bogenfrieses
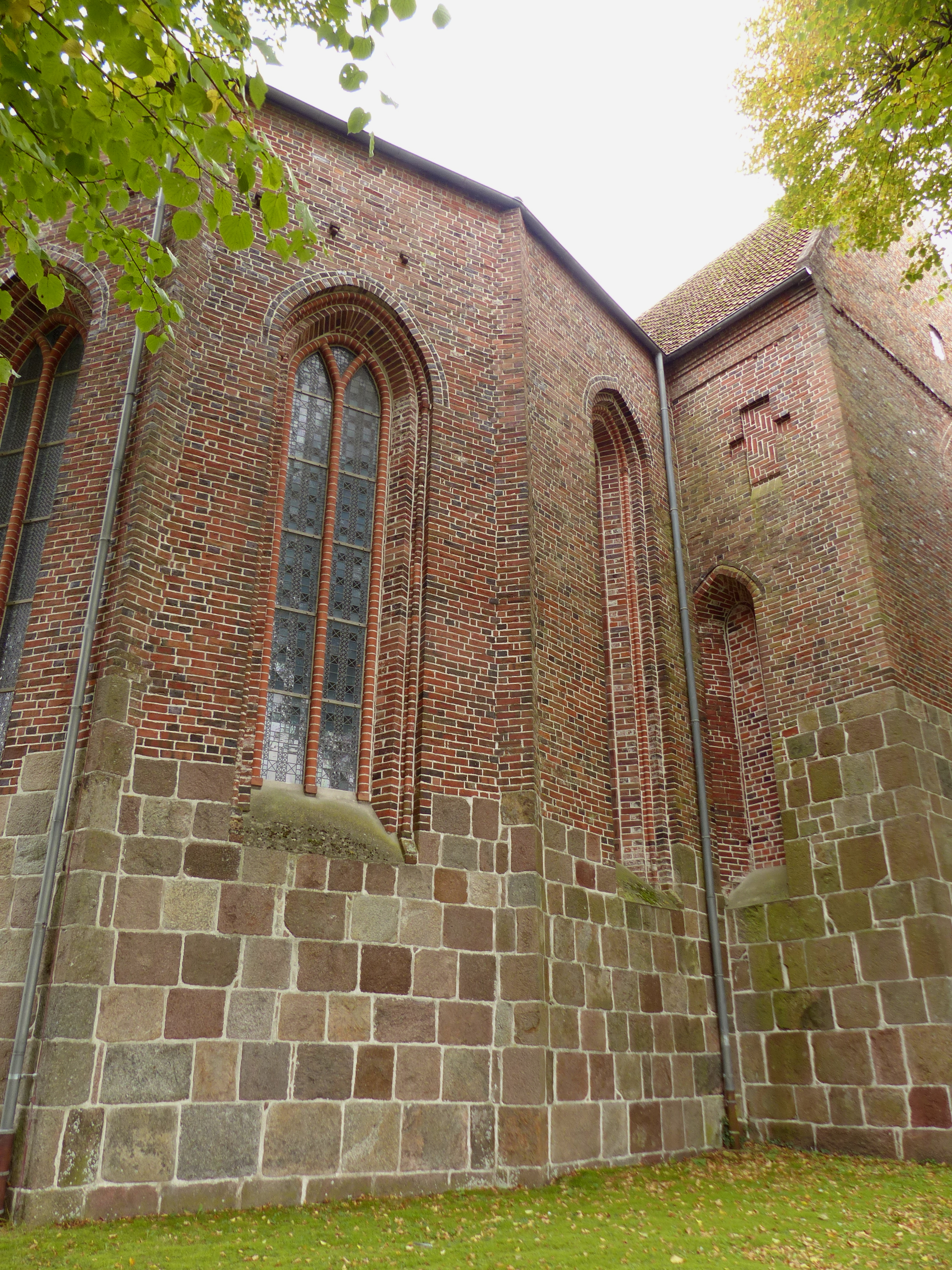
Chor und Querhaus von Nordosten, Kreuzblende

Die an die Vierung anschließenden Wände des Chors gehen ostwärts auseinander, sodass der Chor etwas breiter ist als das Langhaus, das er fortsetzt. Damit hat der Chor angedeutet einen Grundriss, wie der bei der Wiesenkirche in Soest konsequent angelegt wurde.
Der Granitsockel des Chors ist etwas niedriger als an der übrigen Kirche, da er aus umgesetztem Material besteht. Der polygonale 7⁄10-Abschluss ist nach westfälischen Vorbildern konzipiert und ist der älteste erhaltene Polygonalchor der friesischen Region. Allerdings hatte die ab 1240 errichtete, aber heute oberirdisch verschwundene Basilika des Klosters Aduard einen polygonalen Umgangschor. Die beiden westlichsten Fenster der Chors sind Lanzettfenster, die übrigen etwas breitere Maßwerkfenster, immer noch mit frühgotischen Arkaturen. Beeindruckend ist die Variationsbreite und anscheinend planmäßige Abstufung der Bogenformen dieser fünf Chorfenster.
Der westlich der Seitenportale gelegene Teil des Schiffs ist durch eine neuzeitliche Wand von einem die ganze Breite des Gebäudes einnehmenden Vorraum und dem übrigen Kirchenraum abgetrennt.

## Ausstattung
Der Innenraum wird von einer hölzernen Flachdecke abgeschlossen. Bei einer Renovierung wurde die Ausmalung von 1887 in den alten Farben wiederhergestellt. Im südlichen Flügel hängt ein schmiedeeiserner spätgotischer Leuchter aus dem 15. Jahrhundert. Auf dem Reif sind zwölf runde Türme angebracht, die für die zwölf Stadttore des Himmlischen Jerusalems stehen. Das darauf angebrachte Geweih soll der Überlieferung nach von einem Hirsch stammen, der bei einer Jagd in der Kirche Zuflucht gesucht hat. Der Heziloleuchter, der im Jahr 1889 gestiftet wurde, ist eine Nachbildung des Leuchters aus dem Hildesheimer Dom. Die übrigen Leuchter stammen aus dem 17. bis 19. Jahrhundert und stellen flämische Arbeiten dar.

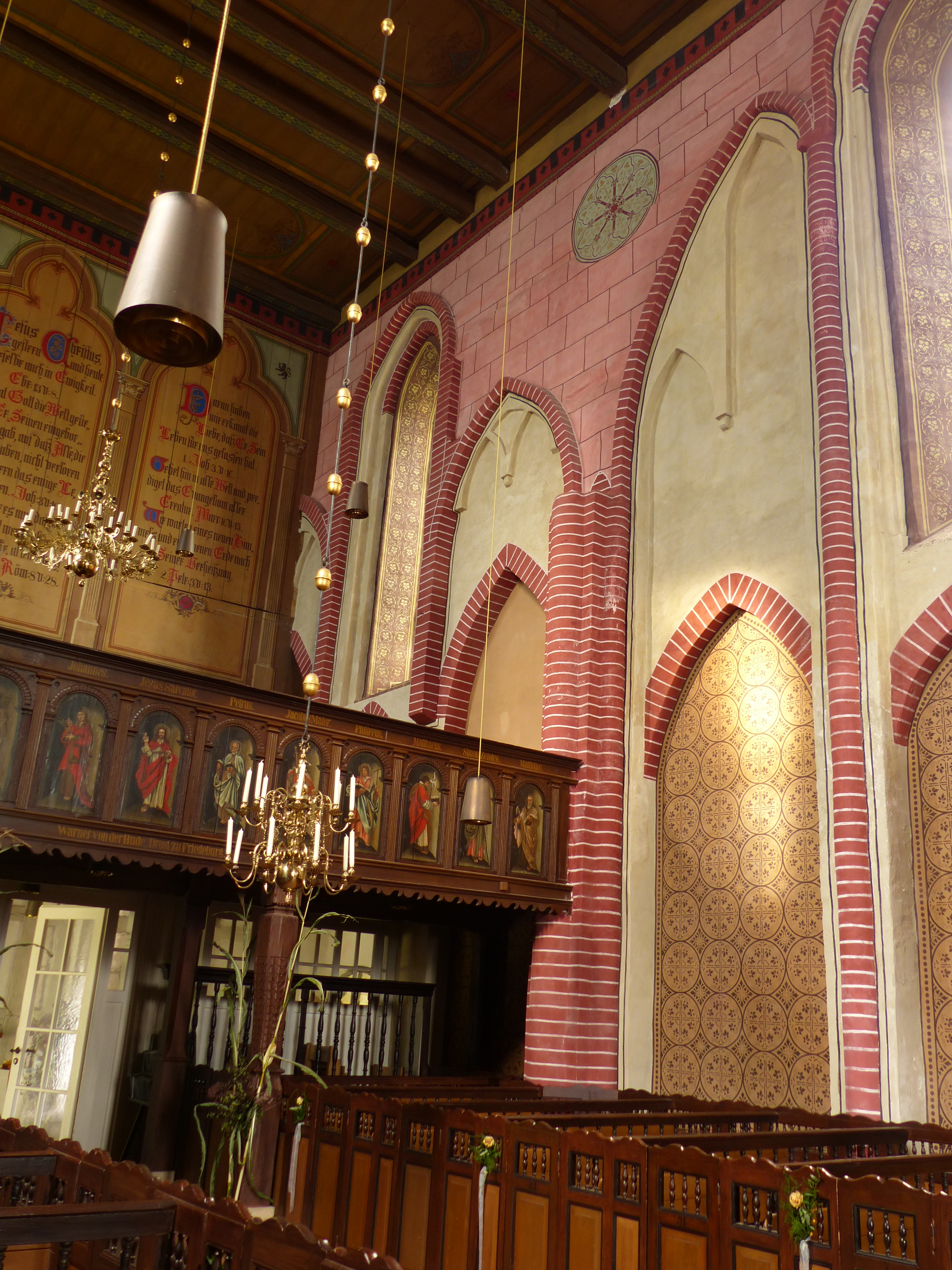
Schiff nach Nordwesten
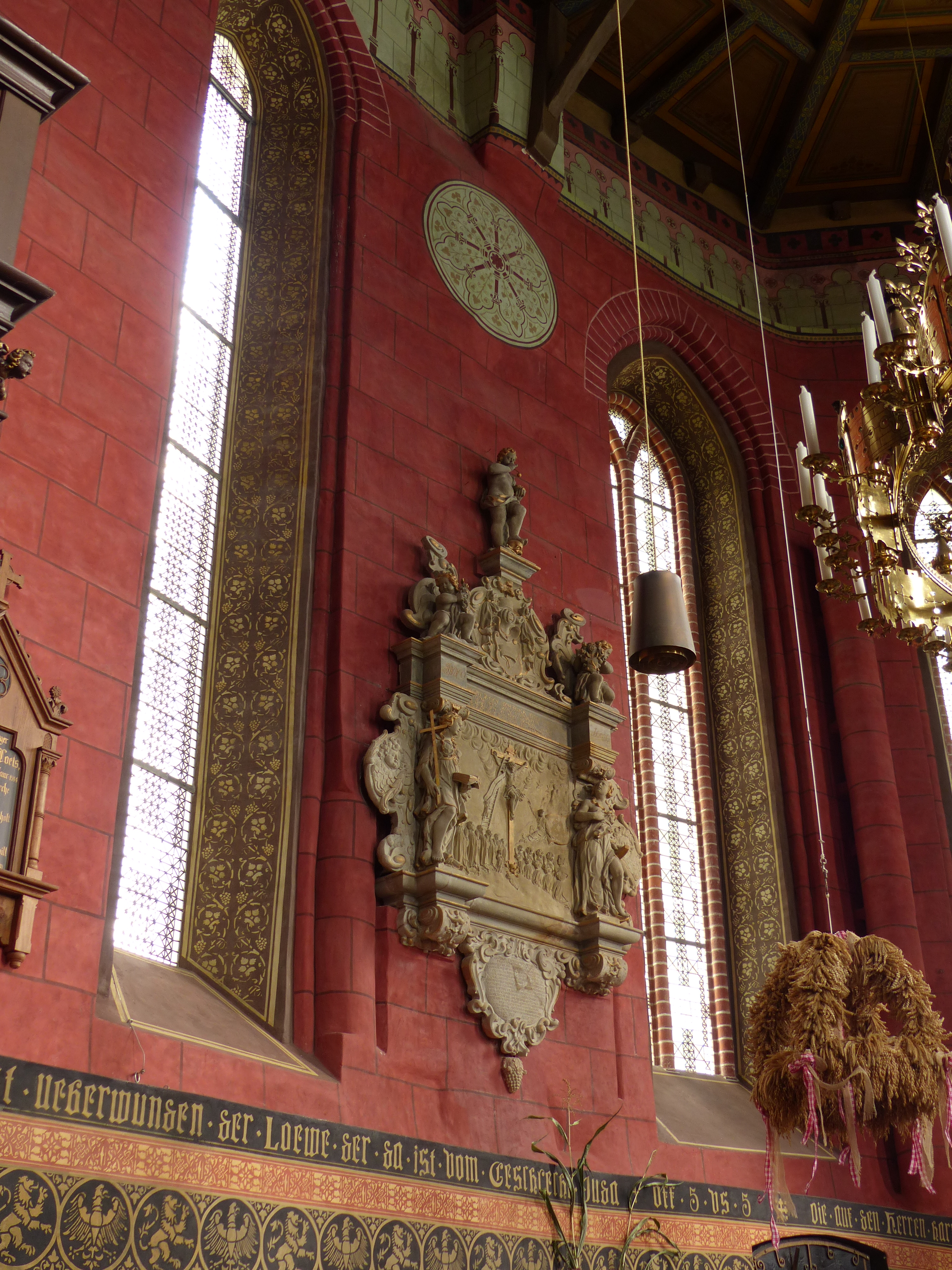
Nordwand des Chors
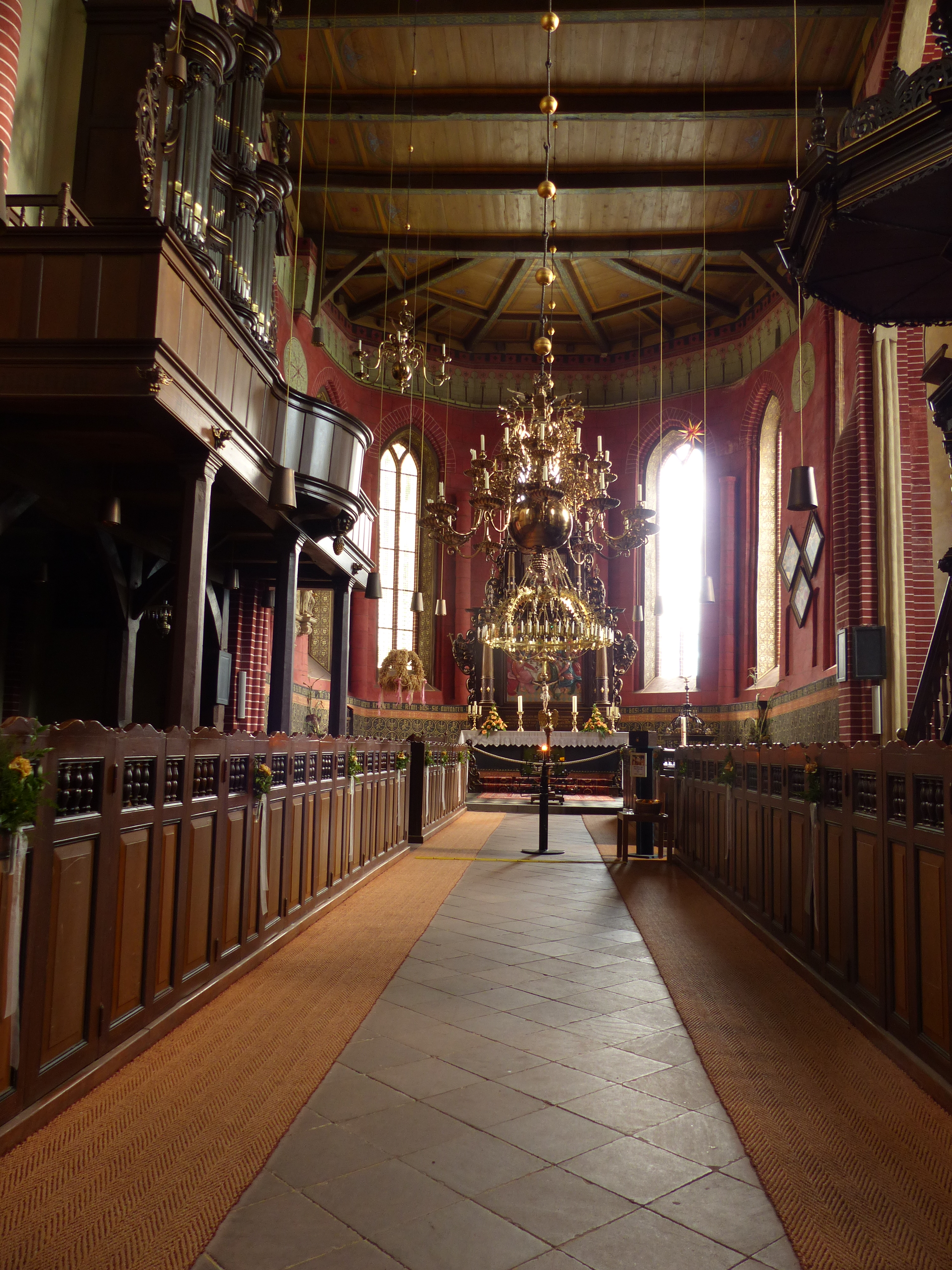
Axialer Blick zum Chor
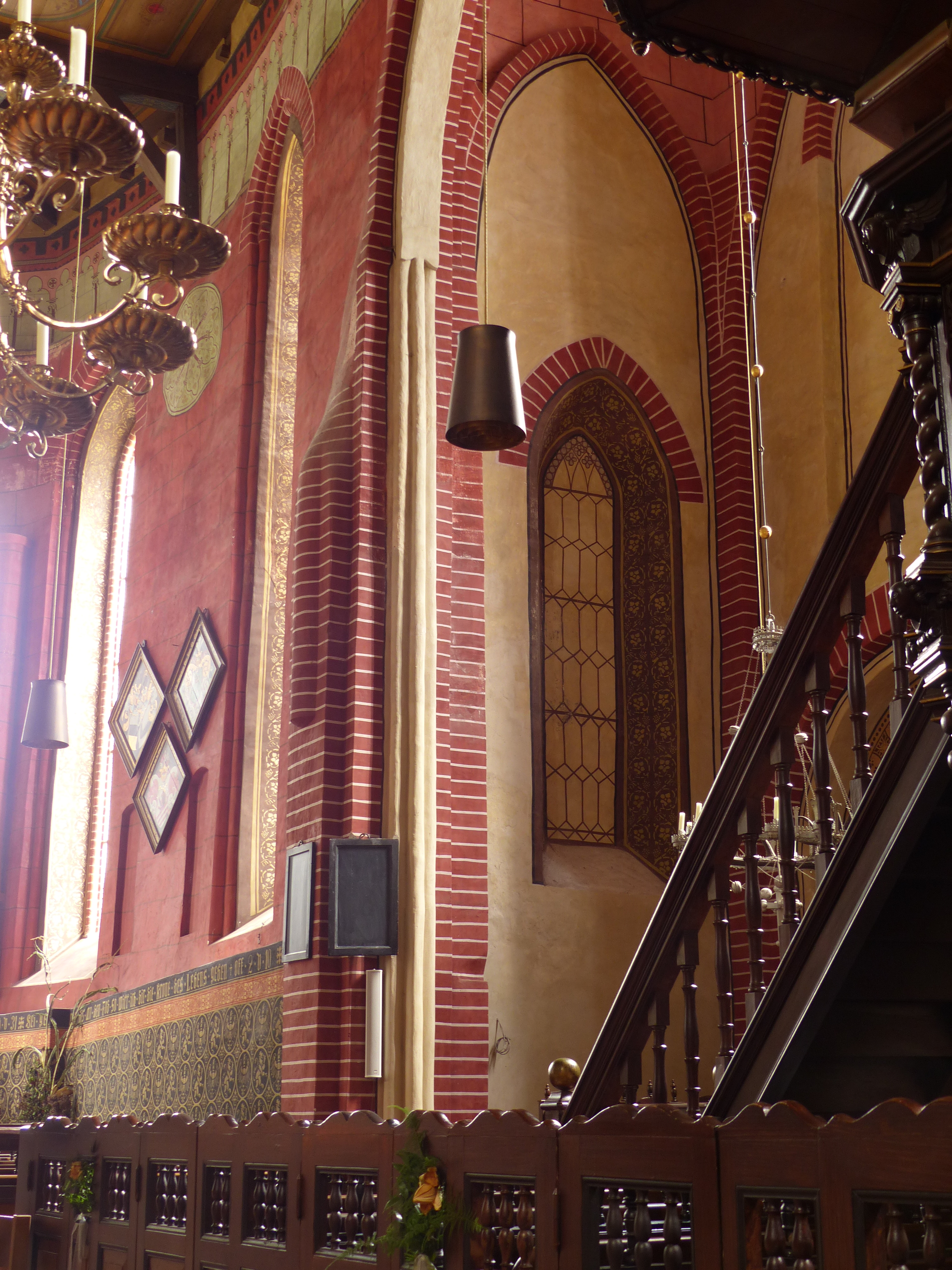
Südquerhaus ostwärts
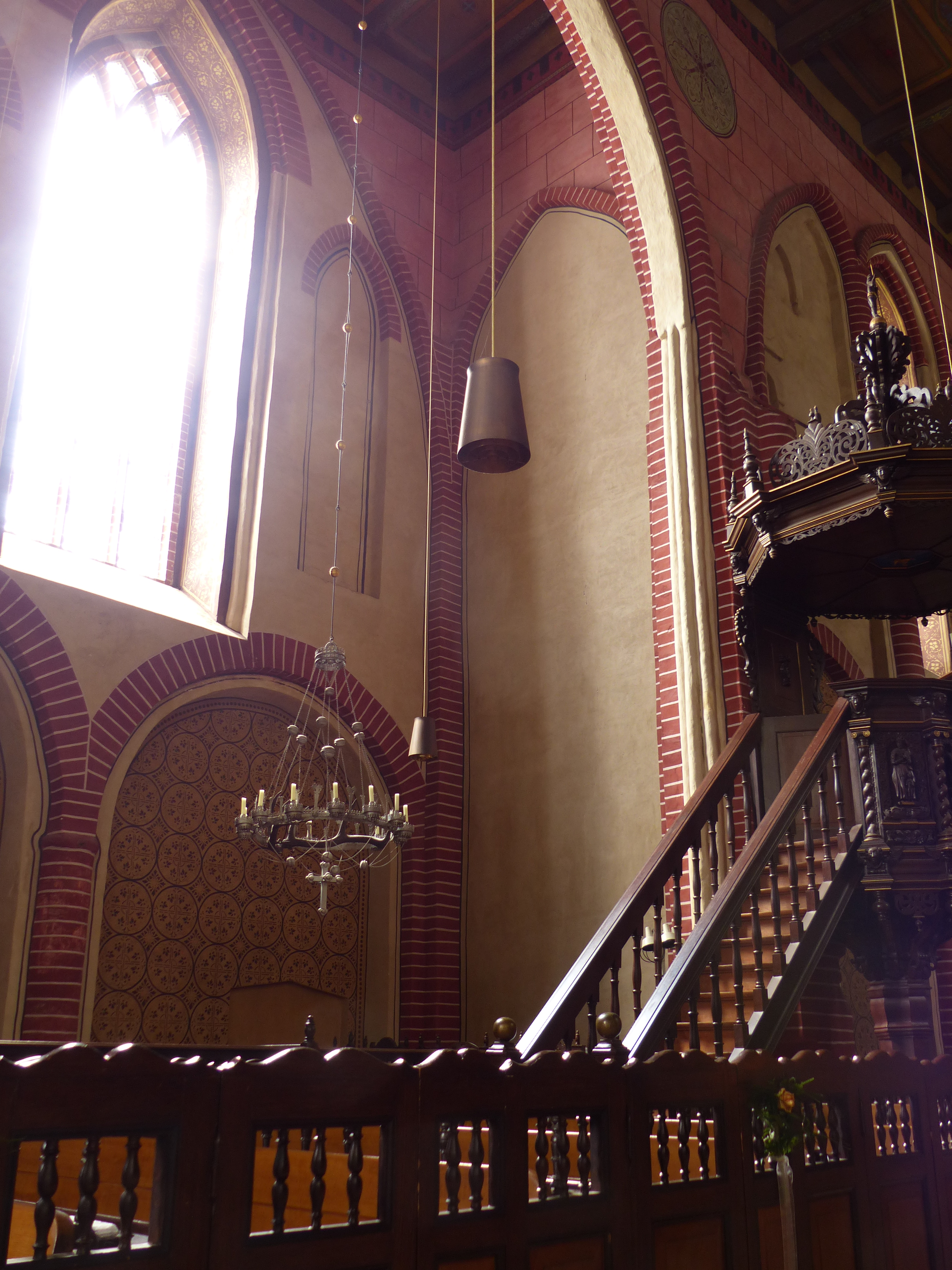
Südquerhaus westwärts
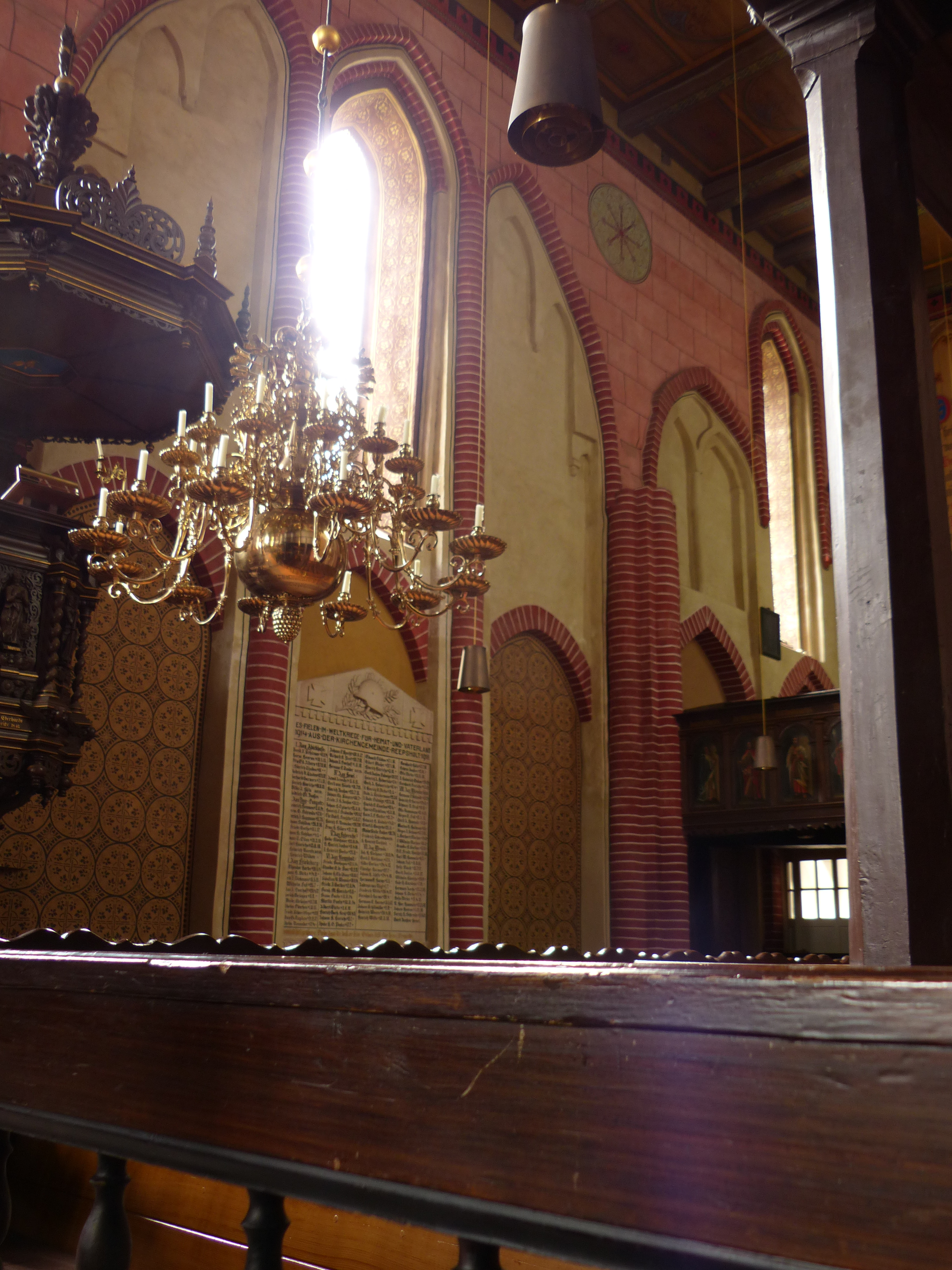
Schiff nach Südwesten

Zu den ältesten Einrichtungsgegenständen gehört das romanische Taufbecken, das um 1650 seine hölzerne Verkleidung erhielt. Die mit Eisenbeschlägen verzierte Holztür im Chorraum datiert ebenfalls aus der Erbauungszeit der Kirche. Das Altarretabel wurde 1647 vom Drost in Friedeburg gestiftet und stammt von Jacob Cröpelin. Auf der Silhouette des damaligen Reepsholt ist die Abendmahlsszene und darüber die Kreuzigung dargestellt. Im Altarbereich befinden sich ein Sakramentshäuschen und Gemälde von Jesus und den Aposteln. Die Kanzel, die sich an Vorlagen von Cröpelin anlehnt, wurde im Jahr 1845 von einer Familie aus Hoheesche gestiftet.
Für die Neueinrichtung des westlichen Teils, der „Oll Kark“, wurde ein schlichtes rundes Granitbecken zur Verfügung gestellt, das möglicherweise aus der abgegangenen Kapelle von Abickhafe stammt und dort als  Weihwasserbecken diente. Im Westteil ist die zugemauerte romanische Herrschaftsloge noch erkennbar.

### Orgel

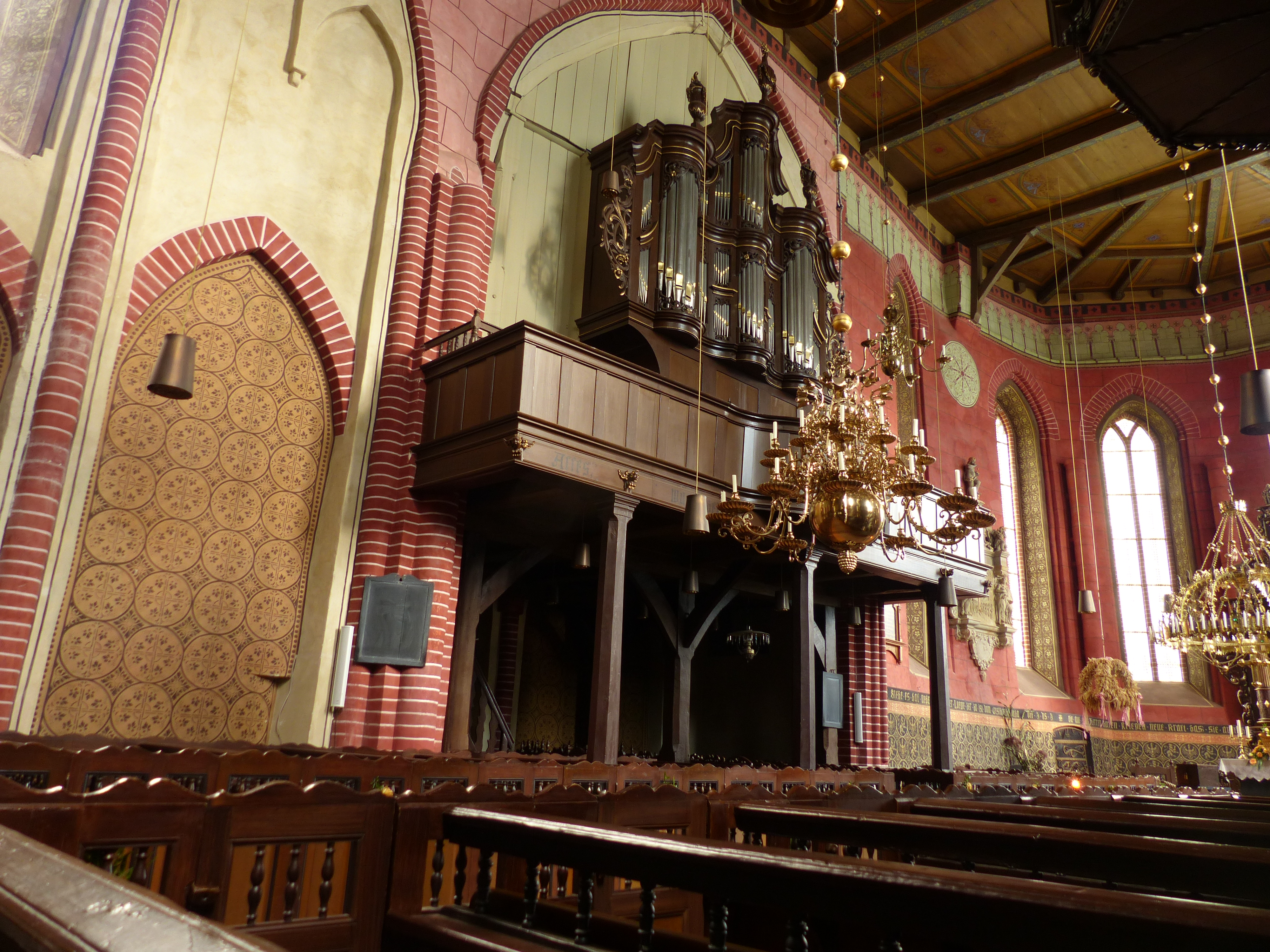
Orgelempore mit Wenthin-Orgel von 1789

Johann Friedrich Wenthin erbaute von 1787 bis 1789 die Orgel an der Nordwand, die über 17 Register auf zwei Manualen verfügt. Das Pedal (C–d1) ist an das Hauptwerk angehängt. Sie gilt als sein besterhaltenes Werk und erfuhr nach mancherlei Veränderungen 1992/93 eine gründliche Restaurierung durch Bernhardt Edskes (Wohlen).
| I Hauptwerk C–d3 |              |     |      |
| 1.               | Prinzipal    | 8′  | W    |
| 2.               | Bordun       | 16′ | W, E |
| 3.               | Grobgedackt  | 8′  | W    |
| 4.               | Octave       | 4′  | W    |
| 5.               | Nassat       | 3′  | W    |
| 6.               | Octave       | 2′  | W    |
| 7.               | Mixtur IV–VI |     | W    |
| 8.               | Dulcian      | 16′ | E    |
| 9.               | Trompete     | 8′  | W    |

| II Oberwerk C–d3 |               |    |   |
| 10.              | Prinzipal     | 4′ | W |
| 11.              | Gedackt D     | 8′ | E |
| 12.              | Flautotrav.   | 8′ | P |
| 13.              | Kleingedackt  | 4′ | W |
| 14.              | Gemshorn      | 2′ | W |
| 15.              | Cornett III   |    | W |
| 16.              | Scharf III–IV |    | E |
| 17.              | Krummhorn     | 8′ | E |
|                  | Tremulant     |    |   |

- Koppeln: II/I (Schiebekoppel)

Anmerkungen:
W = Pfeifenwerk original von Johann Friedrich Wenthin (1789)
P = neues Pfeifenwerk von Karl Puchar in den Originalmensuren (1936)
E = rekonstruiertes bzw. neues Pfeifenwerk von Bernhardt Edskes (1993)

## Kirchenbücher
Die Kirchenbücher sind ab 1633 vorhanden. Bei den Taufen fehlt das Jahr 1639. Bei den Todesfällen ist das Jahr 1634 unvollständig, die Jahre 1635 bis 1644 und 1875 fehlen. Es existiert ein Ortsfamilienbuch.